# Bogdan Tanjević
Bogdan Tanjević (serb. Богдан Тањевић; ur. 13 lutego 1947 w Pljevlji) – jugosłowiański koszykarz, po zakończeniu kariery zawodniczej trener koszykówki, posiadający także obywatelstwa: bośniackie, włoskie, tureckie.

## Osiągnięcia
Na podstawie, o ile nie zaznaczono inaczej.

### Zawodnicze
Reprezentacja
- Wicemistrz Europy U–18 (1966)

### Trenerskie
Klubowe
- Mistrz:
  - Turcji (2008, 2010)
  - Włoch (1996)
  - Jugosławii (1978, 1980, 2001)
  - Francji (2002)
- Zdobywca:
  - pucharu:
    - Europy Mistrzów Krajowych (1979)
    - Włoch (1996)
    - Turcji (2010)
    - Jugosławii (1978, 2001)

  - Superpucharu Turcji (2007)
- Awans do:
  - I ligi jugosłowiańskiej (1972)
  - Lega Basket A (1983, 1990)
  - Serie B (1989)

Indywidualne
- Laureat Milliyet Sports Awards: Menadżer roku (2006, 2010)
- Zaliczony do 
  - Koszykarskiej Galerii Sław FIBA (2019)
  - Włoskiej Galerii Sław Koszykówki (2016)

Reprezentacje
- Mistrzostwo:
  - Europy:
    - 1999
    - U–18 (1974)

  - igrzysk:
    - śródziemnomorskich (2013)
    - małych państw Europy (2015)
- Wicemistrzostwo:
  - świata (2010)
  - Europy (1981)
  - igrzyska małych państw Europy (2017)
  - Kontynentalnego Pucharu Mistrzów Stankovicia (2009)
- Brąz igrzysk śródziemnomorskich (2009)